# Lukasrödermühle
Lukasrödermühle ist ein Gemeindeteil der Großen Kreisstadt Rothenburg ob der Tauber im Landkreis Ansbach (Mittelfranken, Bayern). Lukasrödermühle liegt in der Gemarkung Rothenburg ob der Tauber.

## Geografie
Die Einöde liegt an der Tauber. Eine Gemeindeverbindungsstraße führt zur Herrenmühle (0,2 km östlich) bzw. zur Hansrödermühle (0,4 km westlich).

## Geschichte
Erstmals urkundlich erwähnt wurde sie 1281/1325 als „Hasmühle“ im Willkürenbuch der Stadt Rothenburg und 1358 in einer Verkaufsurkunde. 1511 kam die Mühle in Besitz von Ludwig Röder und trug daher den Namen „Rödermühle“, 1513 schließlich „Lutz Rödermühle“. Die Mühle war Lehen des Deutschen Ordens.
Mit dem Gemeindeedikt (frühes 19. Jahrhundert) wurde der Ort dem Steuerdistrikt und der Munizipalgemeinde Rothenburg ob der Tauber zugeordnet.
Die Lukasrödermühle war ursprünglich eine Getreide- und Ölmühle. Trotz der noch im Jahr 1950 erfolgten Modernisierung, wurde der Mühlenbetrieb nach dem Tod des letzten Müllers eingestellt. 2009 wurde die Mühle renoviert und wird heute zur Stromerzeugung genutzt.

### Baudenkmal
- Taubertalweg 70: Lukasrödermühle, Hauptgebäude mit Fachwerkobergeschoss, Kern nach dendrochronologischer Datierung 1470; Fachwerknebengebäude, 18./19. Jahrhundert[6]

### Einwohnerentwicklung
| Jahr      | 001818 | 001840 | 001871 | 001885 | 001900 | 001925 | 001950 | 001961 | 001970 | 001987 |
| Einwohner | 6      | 5      | 8      | 12     | 9      | 7      | 6      | 5      | 3      | *      |
| Häuser    | 2      | 2      |        | 2      | 2      | 1      | 1      | 1      |        | *      |
| Quelle    | [ 8 ]  | [ 9 ]  | [ 10 ] | [ 11 ] | [ 12 ] | [ 13 ] | [ 14 ] | [ 15 ] | [ 16 ] | [ 17 ] |

## Religion
Der Ort ist seit der Reformation evangelisch-lutherisch geprägt und bis heute nach St. Jakob (Rothenburg ob der Tauber) gepfarrt. Die Einwohner römisch-katholischer Konfession sind nach St. Johannis (Rothenburg ob der Tauber) gepfarrt.